# Микрюков, Василий Емельянович
Василий Емельянович Микрюков (1904—1962) — советский физик, доктор физико-математических наук, профессор МГУ, автор учебников и монографий. Автор трижды переиздававшегося «Курса термодинамики».

## Биография
Родился в посёлке Бисертского завода Красноуфимского уезда Пермской губернии в семье рабочего.
После окончания начальной школы с 1915 года работал на Бисертском заводе.
В 1923 от комсомольской организации получил направление на рабфак в Свердловск. Потом окончил физмат МГУ (1931) и аспирантуру (1934), и был оставлен на кафедре. В 1937 году защитил кандидатскую диссертацию, в 1939 присвоено учёное звание доцента.
Читал курсы лекций по общей и теоретической физике, а также по специальным курсам. Создал ряд оригинальных экспериментальных установок.
В 1958 году защитил докторскую диссертацию. Профессор (1959).
Публикации:
- Теплопроводность и электропроводность металлов и сплавов. Москва Металлургиздат 1959 260 с. ил. 23 см
- Курс термодинамики: [Для пед. ин-тов и гос. ун-тов]. Москва : Учпедгиз, 1960
- Курс термодинамики: [Учеб. пособие для пед. ин-тов и гос. ун-тов]. Москва : Учпедгиз, 1956
- Металлокерамические неупругие поршневые кольца двигателей внутреннего сгорания и компрессоров [Текст] / В. Е. Микрюков, Н. З. Поздняк. Москва : [б. и.], 1958
- Тепловые и электрические свойства металлов и сплавов [Текст] : Автореферат дис. на соискание ученой степени доктора физико-математических наук / Моск. гос. ун-т им. М. В. Ломоносова. Физ. фак. Москва : [б. и.], 1957
- Теплопроводность и электропроводность металлов и сплавов [Текст] / В. Е. Микрюков, д-р физ.-матем. Наук. Москва : Металлургиздат, 1959
- Курс термодинамики / В. Е. Микрюков; ред. А. Б. Млодзеевский. — М. : МГУ, 1955. — 248 с.

Награждён орденом «Знак Почёта» и медалями.
Умер 22 января 1962 года.